# Taninges
Taninges est une commune française située dans le département de la Haute-Savoie, en région Auvergne-Rhône-Alpes.

## Géographie
Taninges est située dans la moyenne vallée du Giffre, sur la RD 907 menant à Samoëns à l'Est et Mieussy à l'Ouest au carrefour de la RD 902 menant de Cluses aux Gets.

## Urbanisme

### Typologie
Au 1er janvier 2024, Taninges est catégorisée bourg rural, selon la nouvelle grille communale de densité à sept niveaux définie par l'Insee en 2022.
Elle appartient à l'unité urbaine de Taninges, une unité urbaine monocommunale constituant une ville isolée,. Par ailleurs la commune fait partie de l'aire d'attraction de Cluses, dont elle est une commune de la couronne,. Cette aire, qui regroupe 12 communes, est catégorisée dans les aires de 50 000 à moins de 200 000 habitants,.

### Occupation des sols
L'occupation des sols de la commune, telle qu'elle ressort de la base de données européenne d’occupation biophysique des sols Corine Land Cover (CLC), est marquée par l'importance des forêts et milieux semi-naturels (82,2 % en 2018), une proportion sensiblement équivalente à celle de 1990 (82,9 %). La répartition détaillée en 2018 est la suivante : 
forêts (56,8 %), milieux à végétation arbustive et/ou herbacée (22,3 %), zones agricoles hétérogènes (7,6 %), zones urbanisées (4,5 %), terres arables (3,8 %), espaces ouverts, sans ou avec peu de végétation (3,1 %), prairies (1,4 %), eaux continentales (0,6 %).
L'IGN met par ailleurs à disposition un outil en ligne permettant de comparer l’évolution dans le temps de l’occupation des sols de la commune (ou de territoires à des échelles différentes). Plusieurs époques sont accessibles sous forme de cartes ou photos aériennes : la carte de Cassini (XVIIIe siècle), la carte d'état-major (1820-1866) et la période actuelle (1950 à aujourd'hui).

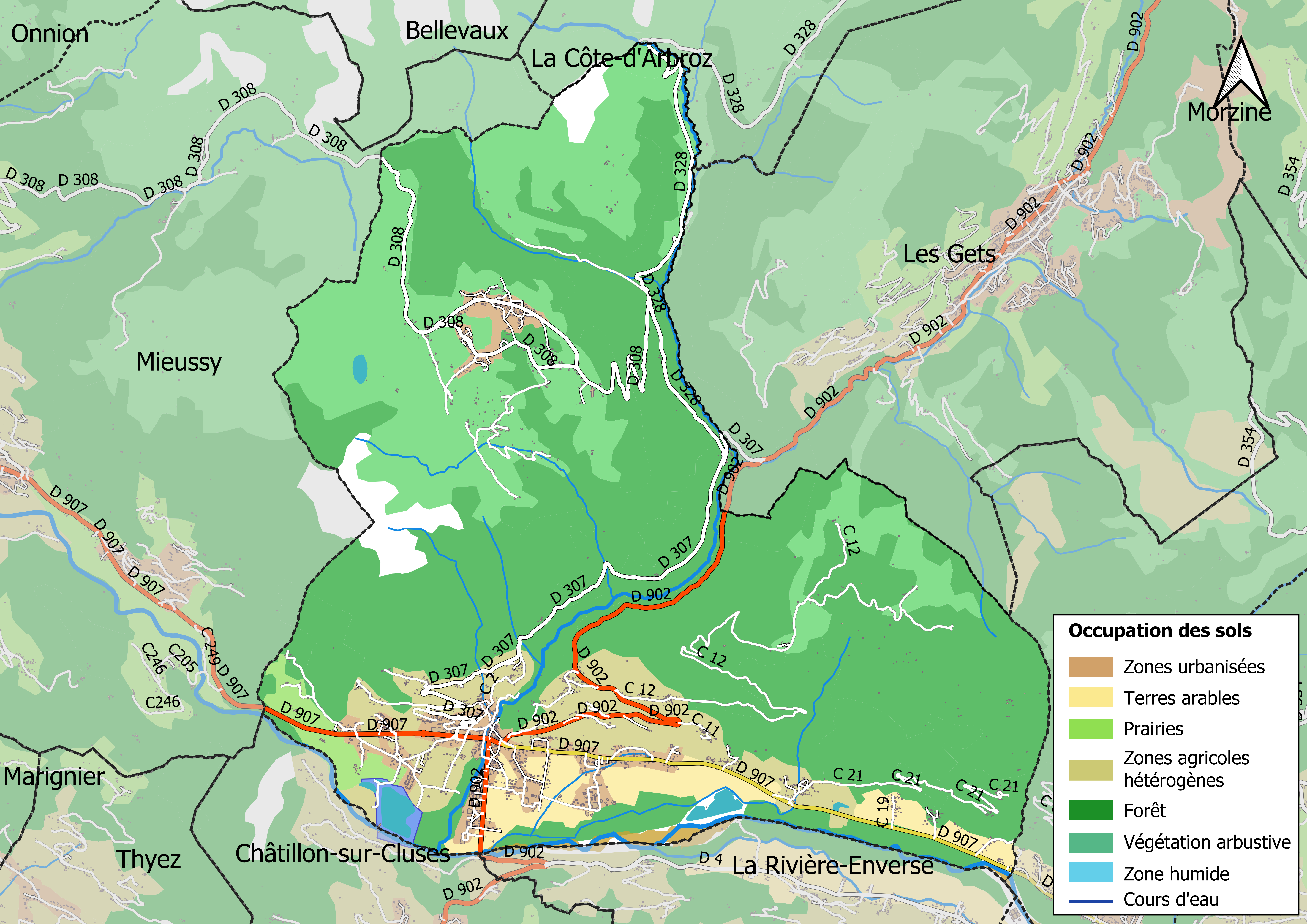
Carte des infrastructures et de l'occupation des sols en 2018 (CLC) de la commune.
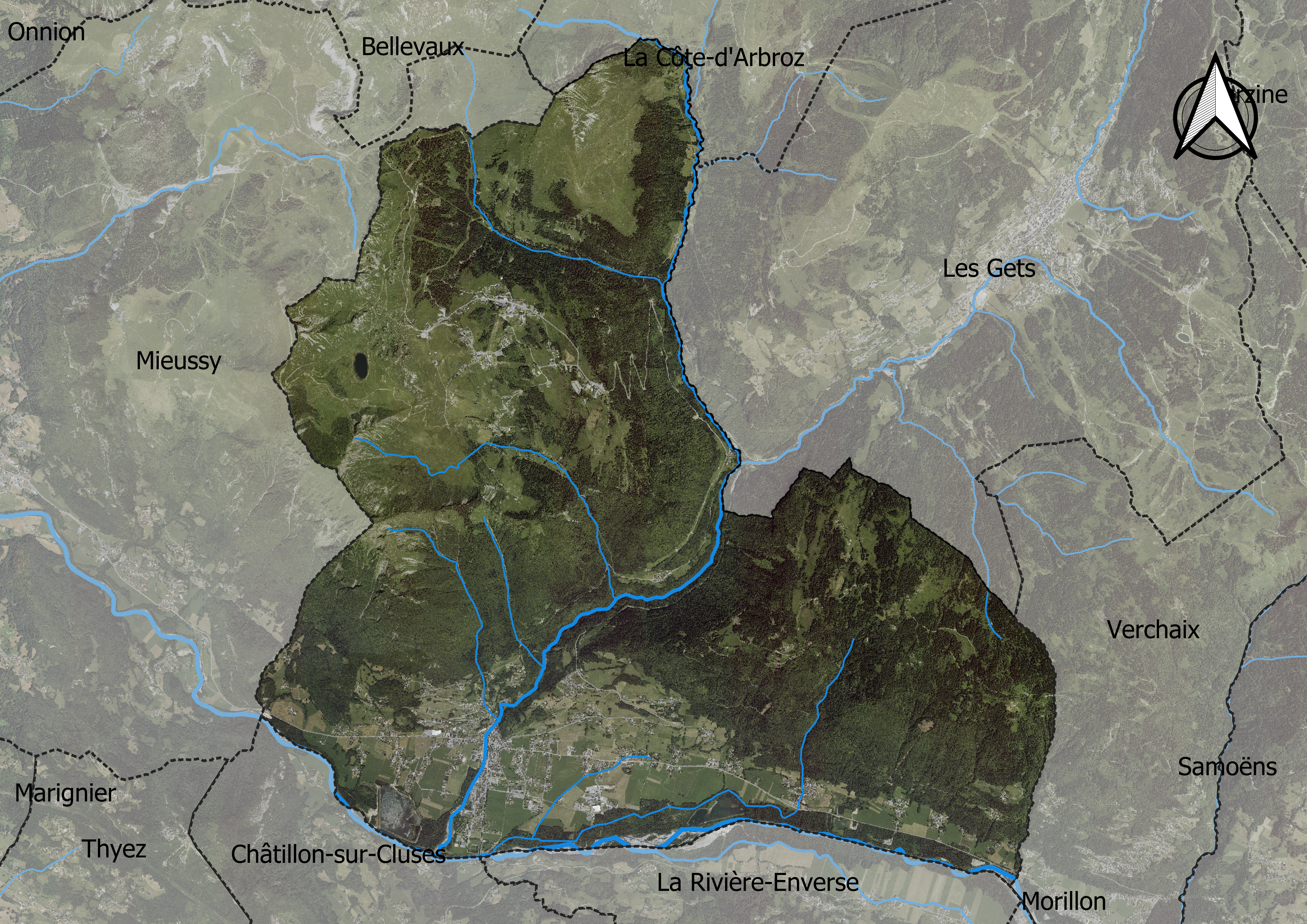
Carte orthophotogrammétrique de la commune.

## Toponymie
Le nom officiel de la commune est Taninges selon le Code officiel géographique français.
Le site henrysuter.ch répertorie les formes suivantes dans la documentation : Taningio ou Taningis (1263), Tagningio (1445). Les auteurs de l'Histoire des communes savoyardes (1980) annontent « Comme l'indique H. Tavernier, il n'y a aucune raison d'écrire Taninges avec un s final ». Cette observation repose notamment sur les mentions dans les chartes médiévales où le nom serait principalement écrit au singulier Taningio ou Tagningio (1445). La charte des franchises (1543) ou encore les Patentes d'érection en comté (1700) utilisent la graphie Taninge. Il faut attendre 1835, dans les « Lettres patentes accordant le titre de ville à la commune » pour qu'apparaissent les deux formes. À la suite de Annexion de la Savoie à la France, le Bulletin des lois de 1861 donne Tanninge.
Plusieurs hypothèses présentent l'origine du toponyme. Théophile Perrenot, auteur de La Toponymie burgonde (1942), considérait qu'il pourrait s'agir « d'un ancien *Daningum, « chez les Daningi », dérivé de l'ethnonyme Dani, « les Danois » ». Ernest Nègre (1990) indique « NP rom . Tannius (GLE) + -anicas ».
Selon Xavier Delamarre (2017), la forme Taningio serait une dérivation en -ingio d'un nom d'origine celtique. En gaulois tanno- signifie « chêne ». Dans la langue celtique continentale (gaulois), Taningio  est le domaine de Tanno, c'est-à-dire le domaine d’un Gaulois surnommé « Duchêne » ou encore « un domaine du chêne ». Les arbres avaient une dimension sacrée chez les Celtes (le chêne en particulier). Chez les Celtes, le druide est celui qui a la connaissance du chêne, c'est-à-dire de l'arbre qui représente symboliquement la totalité du monde". La présence celte a été marquante dans cette vallée[Où ?] où se trouvait un Mediolanon[réf. nécessaire]. Ce toponyme, très fréquent dans l'ère celtique continentale, désignait un centre (medio) gaulois. Il s'agissait probablement d'un centre religieux.
En francoprovençal, le nom de la commune s'écrit Tanyinzhe (graphie de Conflans) ou Taninjo / Tagninjo (ORB).

## Histoire
L'histoire ancienne de Taninges semble difficile à détailler, faute de documents. Ainsi, les premiers documents fournis nous datent du XVe siècle.
Antérieurement, la paroisse était celle de Flérier, et un grand éboulement du Marcelly au XIIe ou XIIIe siècle aurait enseveli le village situé sur les coteaux sous le Marcelly, poussant à fonder la chapelle de Flérier partiellement datée du XIIIe siècle : « L'église était anciennement au bourg ; des ravins, soit éboulements, l'ayant détruite avec la majeure partie du bourg, on fut forcé de profiter de l'église de Fleyrier qui appartenait à des moines » (Requête de M. Jean-François Orsat, Maire, à M. le Préfet du Léman en 1804).
En 1457, Taninges obtient par exemple le marché du jeudi et la foire d'avril. Plus tard, en 1696 les foires du 7 janvier et du 3 novembre sont accordées a la commune par le Prince, notamment pour récompenser leur bon comportement durant la guerre. Le 29 décembre 1835, le roi Charles-Albert confère à Taninges le titre et les privilèges de ville.
Lors des débats sur l'avenir du duché de Savoie, en 1860, la population est sensible à l'idée d'une union de la partie nord du duché à la Suisse. Une pétition circule dans cette partie du pays (Chablais, Faucigny, Nord du Genevois) et réunit plus de 13 600 signatures, dont 452 pour la commune,. Le duché est réuni à la suite d'un plébiscite organisé les 22 et 23 avril 1860 où 99,8 % des Savoyards répondent « oui » à la question « La Savoie veut-elle être réunie à la France ? ».

## Politique et administration

### Liste des maires
| Période                                  | Période                      | Identité              | Étiquette                 | Qualité |
| ---------------------------------------- | ---------------------------- | --------------------- | ------------------------- | --- |
| 1861                                     | 1863                         | Laurent Marie Humbert |                           | |
| 1863                                     | 1865                         | Claude Marie Garin    |                           | |
| 1865                                     | 1878                         | François Anthonioz    |                           | |
| 1878                                     | 1879                         | Joseph Tetaz          | Conservateur              | Notaire Conseiller général de Taninges (1871 → 1883)                                                                                     |
| 1879                                     | 1900                         | Jean Claude Humbert   |                           | |
| 1900                                     | 1902                         | Xavier Vidonne        |                           | |
| 1902                                     | 1908                         | Joseph Coppel         |                           | |
| 1908                                     | 1910                         | François Burtin       |                           | |
| Les données manquantes sont à compléter. |                              |                       |                           | |
| ?                                        | ?                            | Roger Brand           | DVD                       | Vétérinaire Conseiller général de Taninges (1958 → 1973)                                                                                 |
| 1977                                     | 1986                         | Ernest Nycollin       | CD puis UDF-Rad. puis DVD | Cadre bancaire Conseiller régional (1992 → 1998) Conseiller général de Taninges (1973 → 2008) Président du conseil général (1998 → 2008) |
| 1986                                     | mai 2020                     | Yves Laurat           | DVG                       | Géomètre |
| mai 2020                                 | En cours (au septembre 2020) | Gilles Péguet         |                           | Vice-président de la CC des Montagnes du Giffre (2020 → )                                                                                |

## Population et société

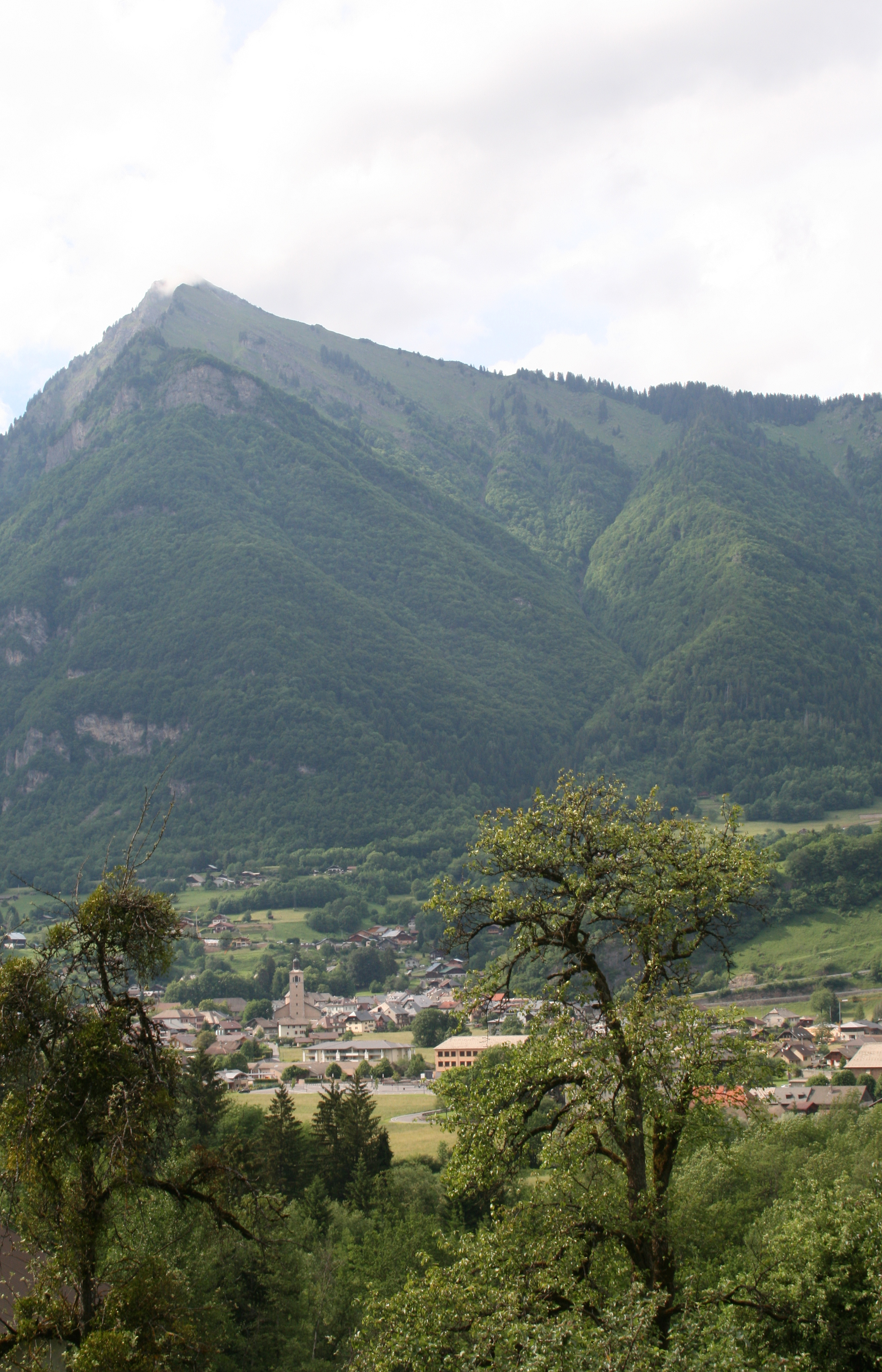
La vile au pied du pic de Marcelly.

### Démographie
Les habitants de la commune sont appelés les Jacquemards., bien que le gentilé originel fut Taningeois. Il semblerait que l'utilisation du nom Jacquemard soit un hommage à un Jacques Montant originaire du village, fondeur de marc, d'où le surnom de « Jacques le Marc », puis Jacquemard, qui aurait été à la tête d'un soulèvement contre le duc de Savoie, vers 1470.
L'évolution du nombre d'habitants est connue à travers les recensements de la population effectués dans la commune depuis 1793. Pour les communes de moins de 10 000 habitants, une enquête de recensement portant sur toute la population est réalisée tous les cinq ans, les populations de référence des années intermédiaires étant quant à elles estimées par interpolation ou extrapolation. Pour la commune, le premier recensement exhaustif entrant dans le cadre du nouveau dispositif a été réalisé en 2006.

En 2022, la commune comptait 3 501 habitants, en évolution de +2,79 % par rapport à 2016 (Haute-Savoie : +6,01 %, France hors Mayotte : +2,11 %).
| 1793  | 1800  | 1806  | 1822  | 1838  | 1848  | 1858  | 1861  | 1866  |
| ----- | ----- | ----- | ----- | ----- | ----- | ----- | ----- | ----- |
| 2 254 | 2 671 | 2 684 | 3 257 | 3 020 | 3 188 | 2 736 | 2 765 | 2 640 |

| 1872  | 1876  | 1881  | 1886  | 1891  | 1896  | 1901  | 1906  | 1911  |
| ----- | ----- | ----- | ----- | ----- | ----- | ----- | ----- | ----- |
| 2 457 | 2 397 | 2 253 | 2 302 | 2 197 | 2 203 | 2 249 | 2 225 | 2 144 |

| 1921  | 1926  | 1931  | 1936  | 1946  | 1954  | 1962  | 1968  | 1975  |
| ----- | ----- | ----- | ----- | ----- | ----- | ----- | ----- | ----- |
| 1 913 | 1 925 | 2 072 | 1 970 | 1 926 | 2 028 | 1 969 | 2 109 | 2 354 |

| 1982  | 1990  | 1999  | 2006  | 2011  | 2016  | 2021  | 2022  | - |
| ----- | ----- | ----- | ----- | ----- | ----- | ----- | ----- | - |
| 2 682 | 2 791 | 3 140 | 3 394 | 3 381 | 3 406 | 3 465 | 3 501 | - |

### Manifestations culturelles et festivités
- Juillet : Festigrat's, festival alternatif de musique alternative et de guitares.

### Enseignement
La commune de Taninges est située dans l'académie de Grenoble. En 2017, elle administre un groupe scolaire primaire, maternelle et élémentaire, situé sur la route de Mélan, regroupant 324 élèves.
La commune accueille le collège Jacques Brel avec 431 élèves, qui propose notamment une section sportive scolaire option ski alpin, nordique et surf,.

### Drame
Le mardi 12 novembre 2024 la découverte des corps de trois enfants dans un chalet. Le corps de leur mère a été retrouvé dans la voiture familiale, en Suisse. Elle était enseignante à l’école élémentaire de Marnaz, après avoir été mutée de Samoëns .

## Économie

### Entreprises
Agro-alimentaire
- Usine Peguet Savoie Salaison (spécialisée dans la salaison de charcuterie)[35].
- Usine raffin (Fabrication de charcuterie en gros)

Décolletage
- Jenatton

Magasins et commerces
- Grande distribution : Super U, Petit Casino
- Boulangeries : "Bayard", "La Gourmandise"
- Autres commerces : Arcad'Chaussures, Mr Bricolage, Gamm Vert

### Tourisme
- Tourisme d'hiver avec la station de sports d'hiver de Praz de Lys - Sommand.
- Tourisme vert, construction de cabane dans les bois.

En 2016, la capacité d'accueil de la commune, estimée par l'organisme Savoie Mont Blanc, est de 9 369 lits touristiques répartis dans 1 526 structures. Les hébergements se répartissent comme suit : 205 meublés ; 3 résidences de tourisme ; 3 Hôtels ; une structure d'hôtellerie de plein air ; un centre ou village de vacances et quatre chambres d'hôtes.
La commune dispose de trois restaurants : "Le Marronnier", "L'os à Moelle", "La Crémaillère".

## Culture locale et patrimoine

### Lieux et monuments
- La chartreuse de Mélan est une ancienne abbaye en partie détruite par un incendie en 1967. Elle conserve encore intacts trois bâtiments d'origine, datant du XIIIe et du XVIe siècle. Des concerts et des expositions d'arts contemporains y sont organisés toute l'année[37] ;
- Maison forte des Buchilles (1475 attestée) ;
- Maison forte de Flérier (attestée) ;
- Église Saint-Jean-Baptiste de Taninges, construite de 1825 à 1832 et pensée par l'architecte Prosper Dunant dans un style néo-grec, l'Eglise mesure 49 mètres de long 11 de large et accueille le Carillon de Taninges[19].  Inscrit MH (2015) ;
- Le carillon de Taninges est installé dans le clocher de l'église. De par son importance, il est le premier carillon de la Haute-Savoie et le cinquième de la région Auvergne-Rhône-Alpes avec 3 tonnes, de 40 et bientôt 50 cloches. Le clocher abrite également un bel ensemble de volée de 3 cloches qui avoisine les 5 000 kg ;
- La chapelle de Jacquicourt, objectif de promenade et point de vue ;
- La chapelle Notre-Dame du Vieux Chalet ;
  - En 1941, le Père Jean Noël Philippe curé des paroisses de Sathonay, créé une colonie de vacances, pour des enfants en difficulté, traumatisés par la guerre qui perdure, l'abbé Philippe rencontre le curé de Taninges, c'est ici à l'alpage de Bonnavaz un endroit paisible, qu'il achète un des chalets pour le transformer en centre de vacances. En 1947, le Père Jean Noël Philippe décide de bâtir une chapelle, construite sur l'emplacement d'un ancien édifice religieux. En septembre 1973, la colonie de vacances est vendue. En 1998, un couple de la commune de Taninges s'installe dans ce hameau, rénove la chapelle qui a été à l'abandon plusieurs années, qui sont devenus propriétaire. L'édifice est de style traditionnel moderne.[réf. souhaitée] ;
- Chapelle de Flérier.
- Le monument aux morts de la guerre de 1870-1871, statue en fonte inauguré en 1902, œuvre des Fonderies Durenne[38].
- La fontaine, inscrite aux Monuments historiques depuis 1931[39].
- Maisons fortes ou manoir : des anciennes familles de Taninges, de Fleyrier, du Fresnay, des Buchilles, des Graveruel et d'Avonay.

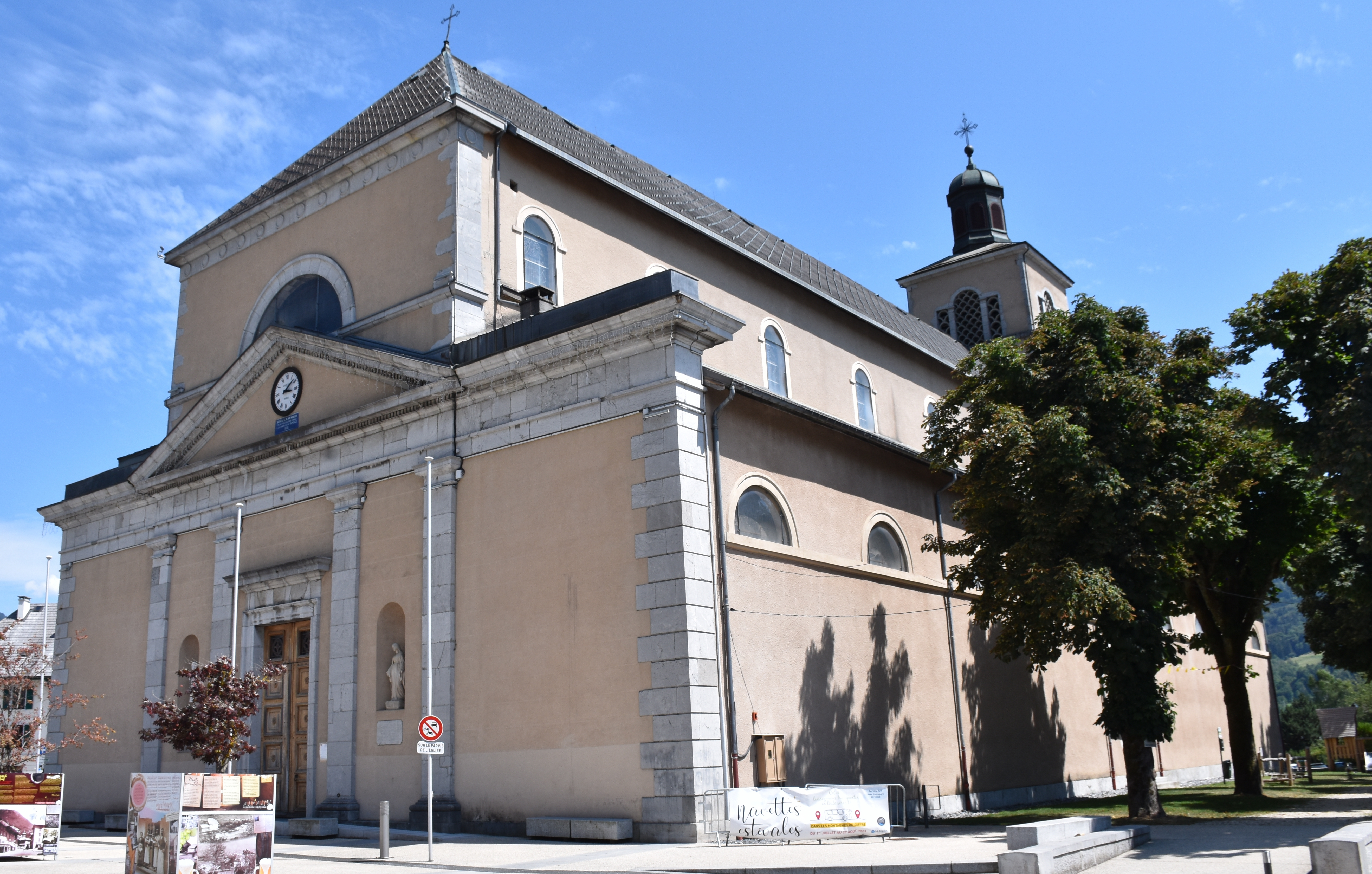
L'église Saint-Jean-Baptiste.
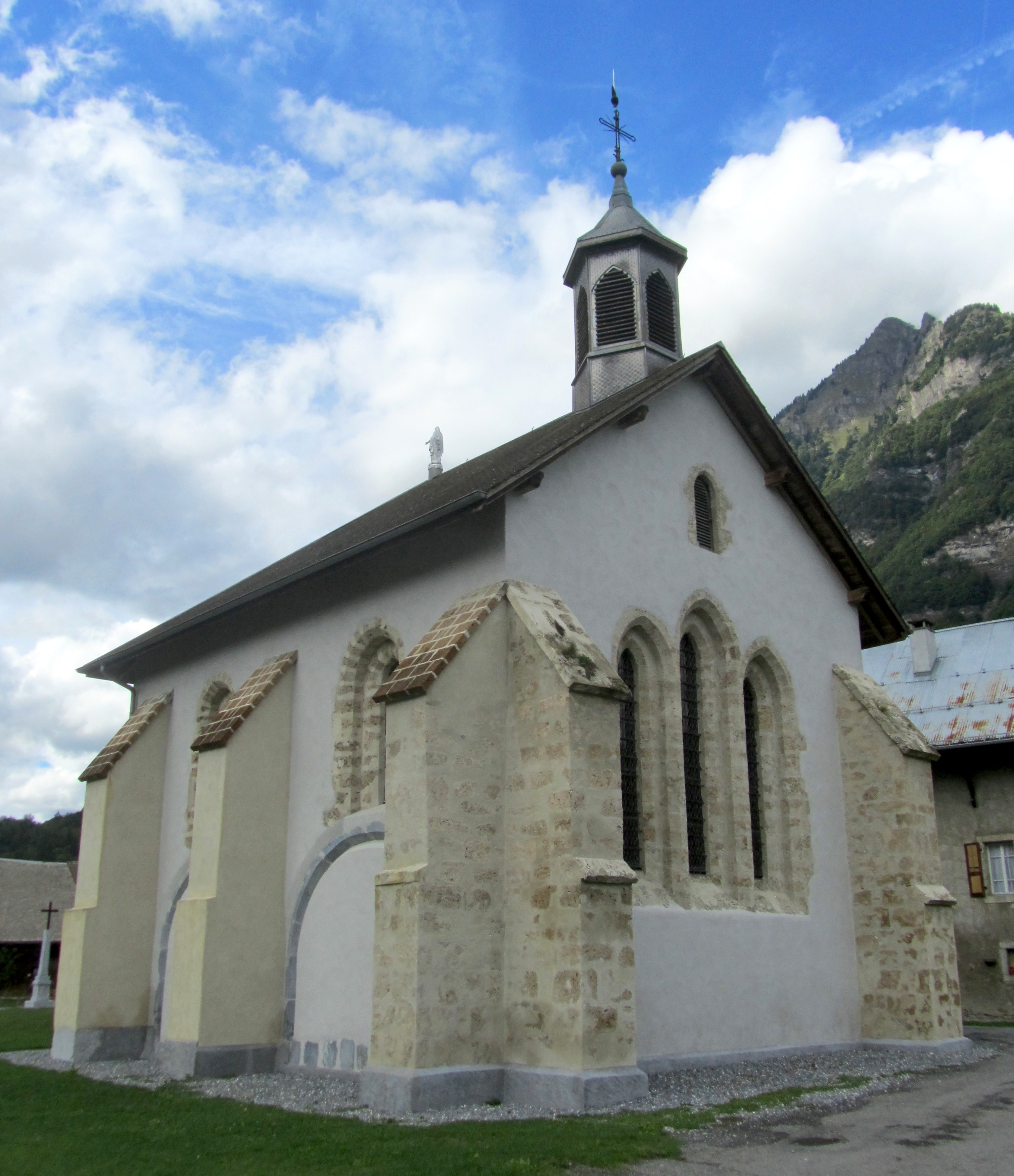
La chapelle de Flerier.
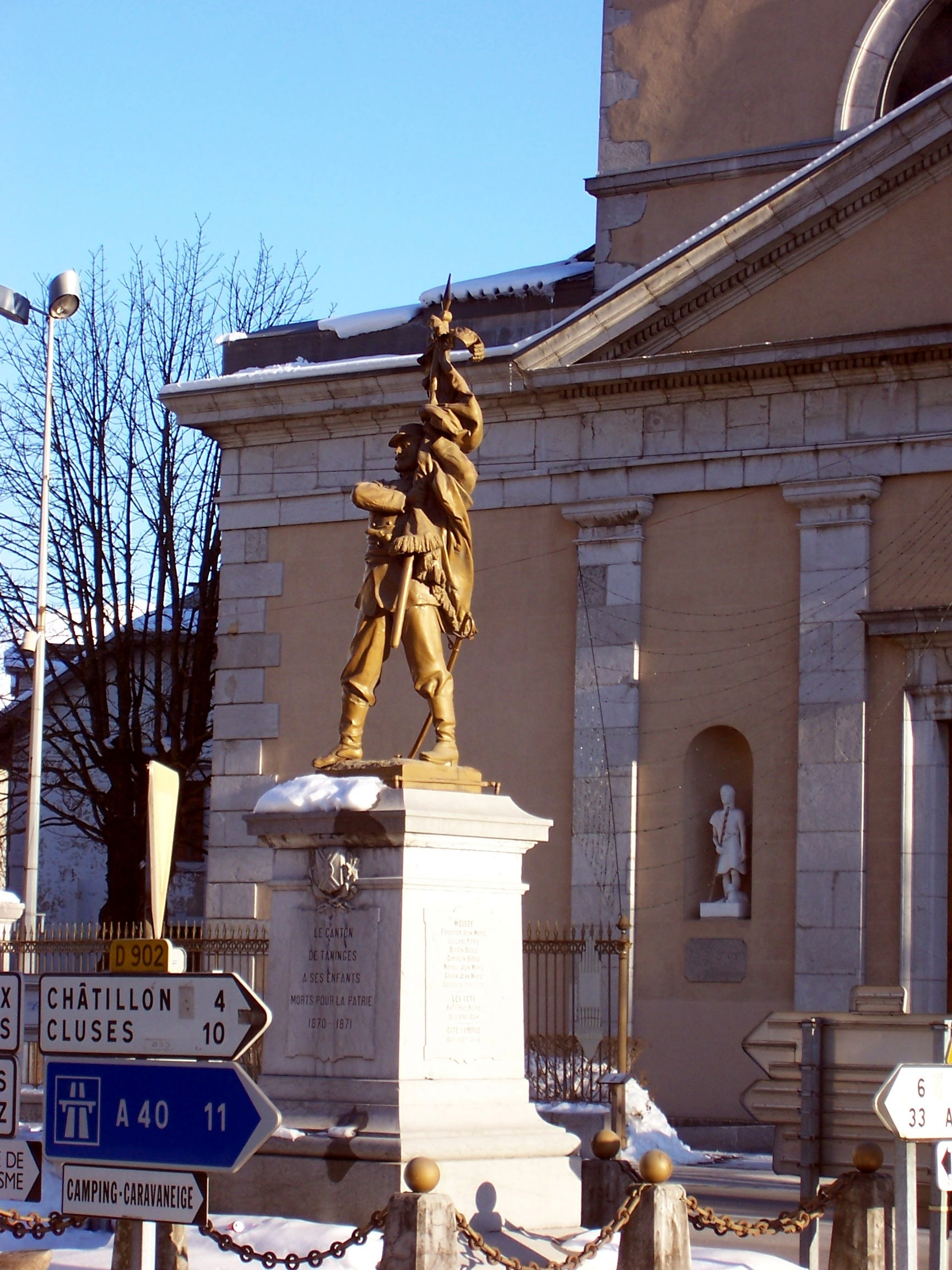
Le monument aux morts de 1870.
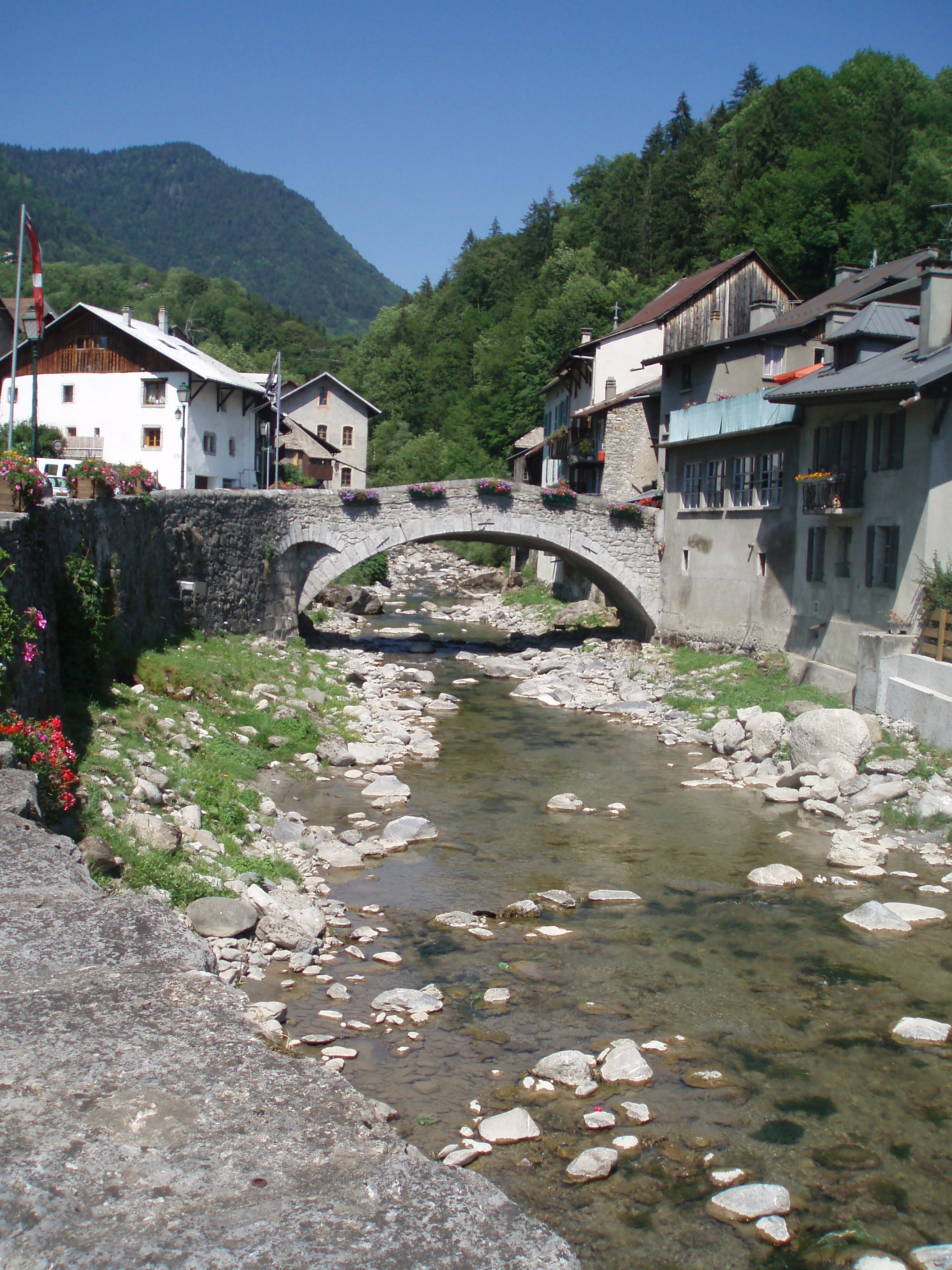
Vue de Taninges.
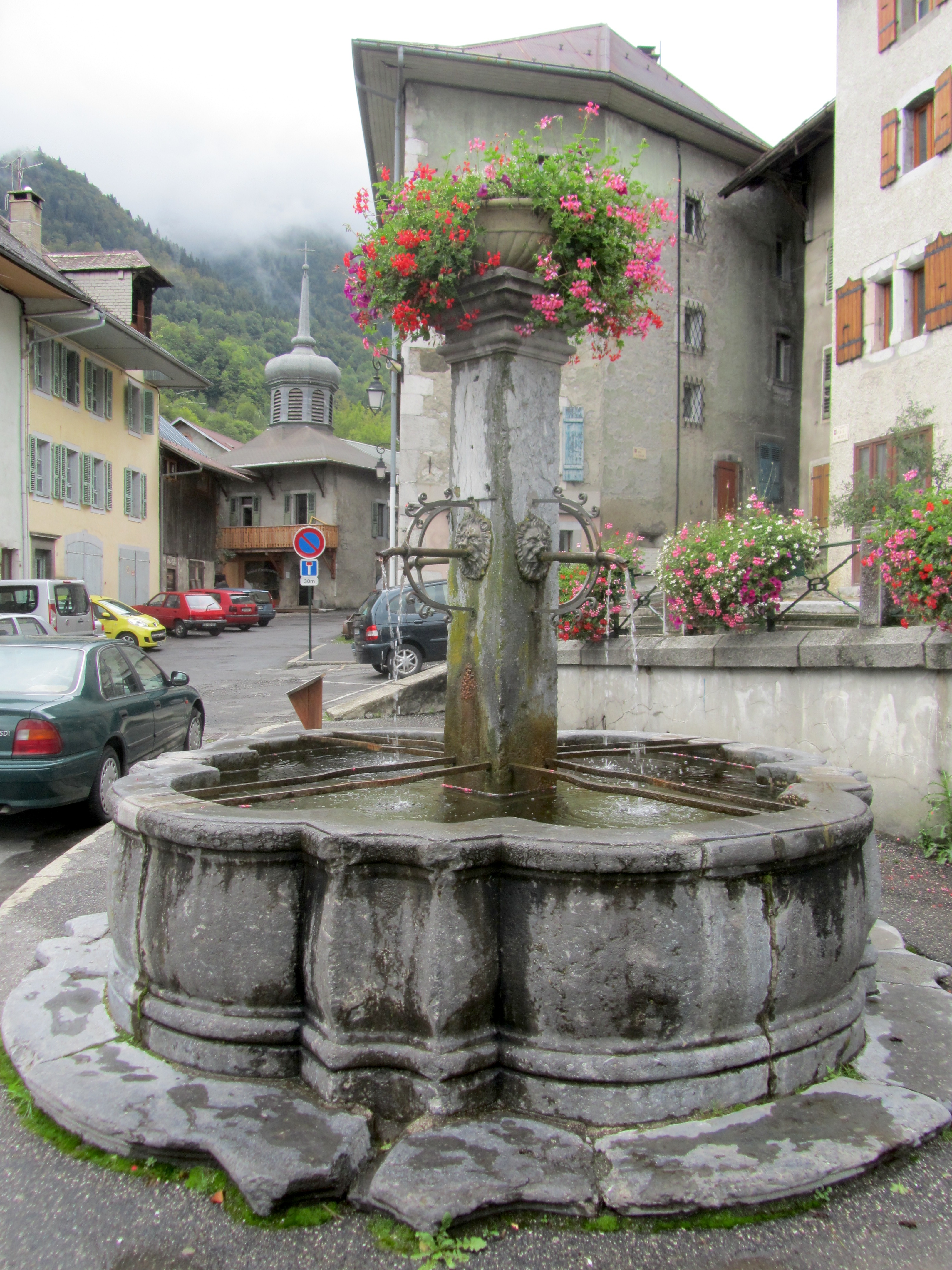
La fontaine.
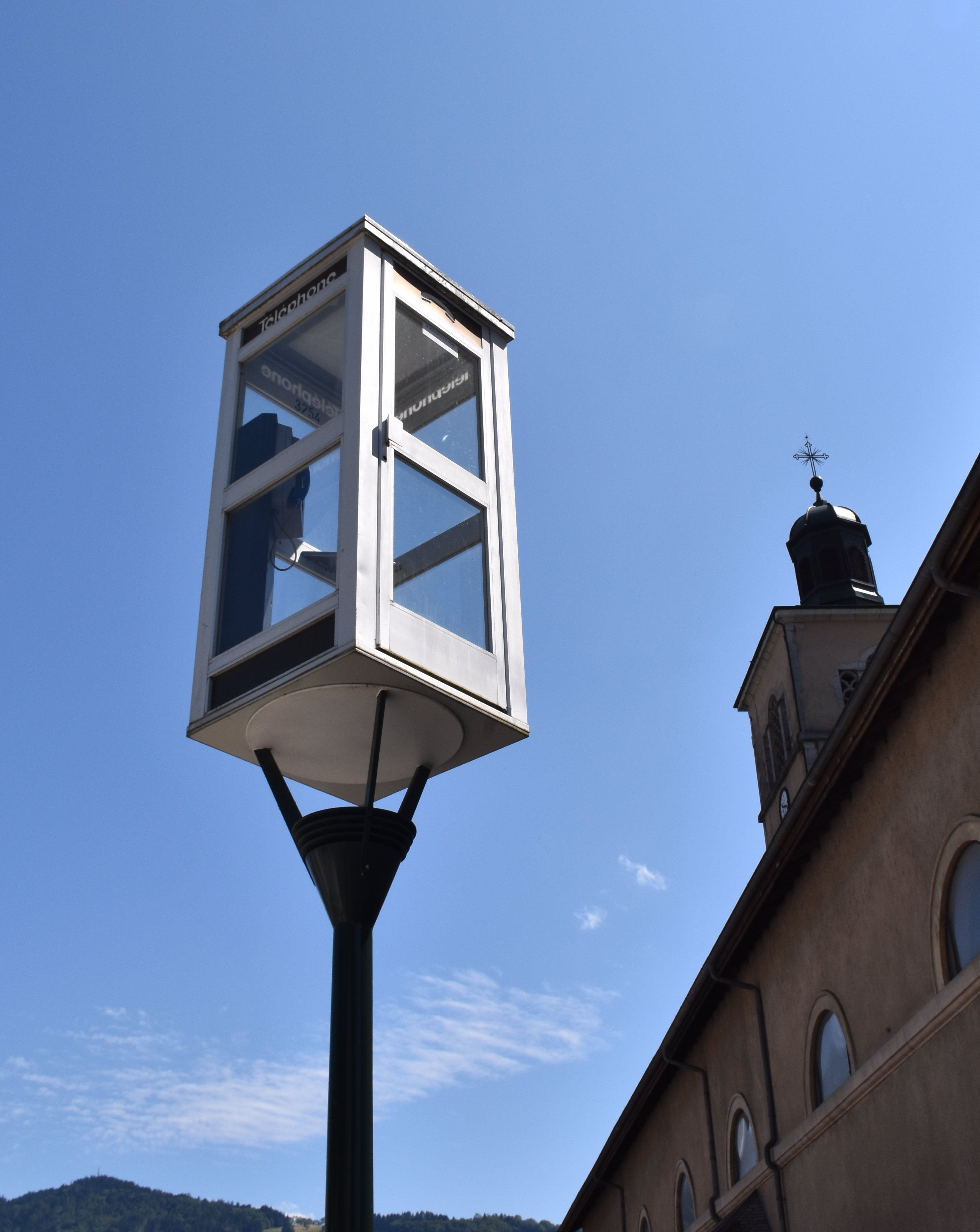
Cabine téléphonique inaccessible.
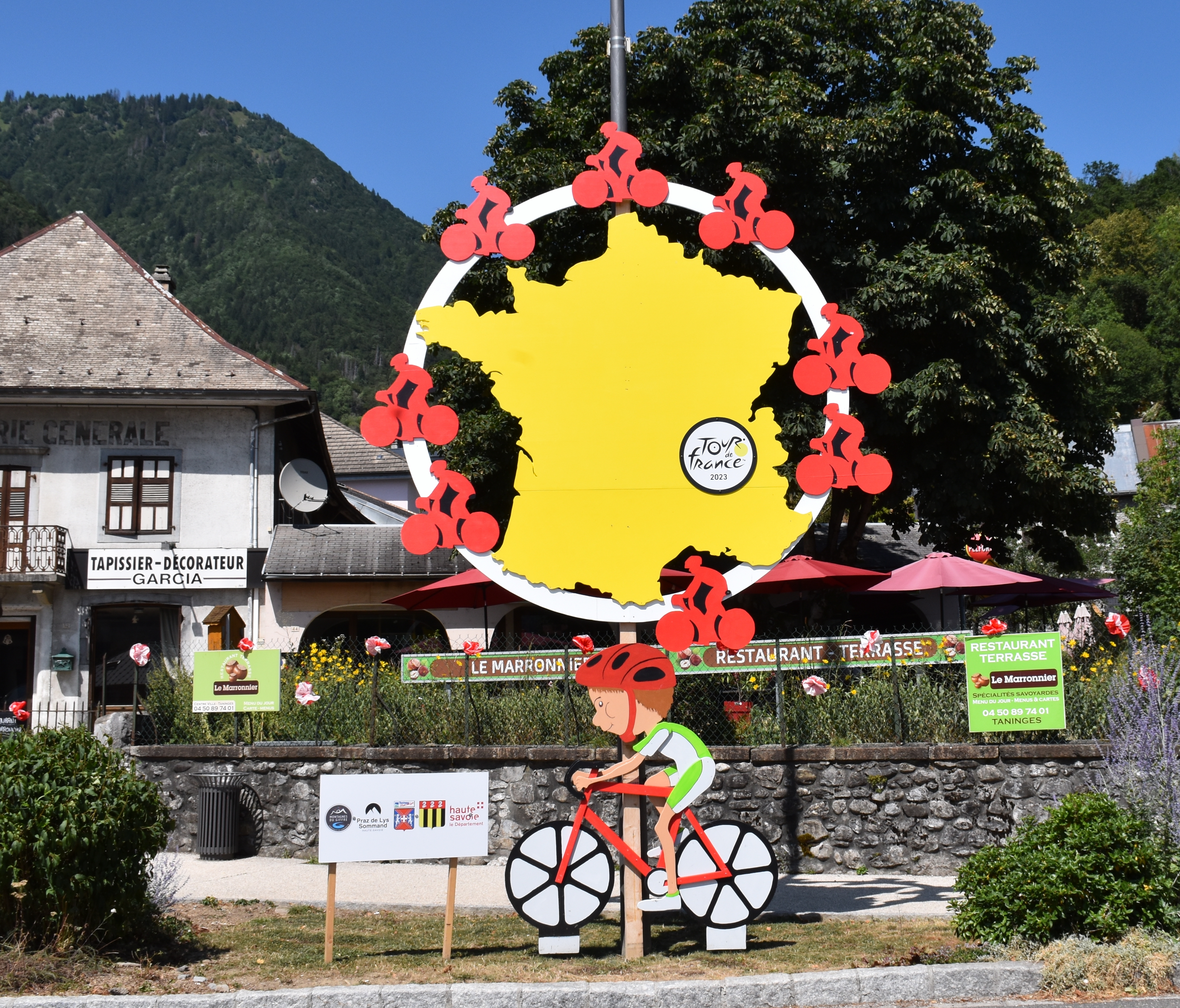
Décor Tour de France 2023 .

- Le Parcours d'art contemporain du Giffre, Sentier art et nature, le long du Giffre propose des œuvres majeures qui s'inscrivent en écho à l’histoire du site. œuvres in situ avec Marie Goussé, Sébastien Lacroix, Régine Raphoz, l'installation du Délesteur sur la Pointe de Uble[40] et l'installation La cabine téléphonique sur le lampadaire (Le phare urbain) de Benedetto Bufalino en 2016.
- La maison du Patrimoine, située rue des Arcades reconstituant les métiers d'autrefois, avec des objets d'époque, des reconstitutions de lieux et un film documentaire.
- La Chapelle Saint-Anne, dédiée à la Vierge-Marie, construite en 1583, cette chapelle accueillait chants, fêtes et vêpres (1727) fondées par la comtesse de Taninges Marguerite d'Arestel. Cette Chapelle fut également "temple de la raison" et hébergeait les assemblées populaires à la suite de la révolution[19]. Aujourd'hui, cette chapelle appartient à des propriétaires privés et a été l'objet de rénovation.
- Espaces verts et fleurissement. En 2014, la commune de Taninges bénéficie du label « ville fleurie » avec « une fleur » attribuée par le Conseil national des villes et villages fleuris de France au concours des villes et villages fleuris[41].

### Personnalités liées à la commune
- François Basthard-Bogain, prêtre, curé de la paroisse de 1932 à 1967. Grand mutilé de la guerre 1914-1918, résistant, il fut arrêté par la Gestapo et emprisonné à la prison Montluc à Lyon. Titulaire de la Croix de guerre avec deux palmes, de la médaille militaire et de la Légion d'honneur. Musicien, il décide de la construction du carillon.
- Serge Fiorio, artiste peintre qui a vécu à Taninges de 1924 à 1940.
- Jean-François Grange, né à Taninges le 20 septembre 1842, formé aux Ponts et Chaussées puis géomètre à Genève où «il a consacré dix-huit années à la confection du cadastre de la Ville»[42].
- Joseph Mogenier dit "La France", né à Taninges le 6 juillet 1837, militant républicain[43].

### Héraldique
| Blason de Taninges | Blason  | Écartelé en sautoir : aux 1er et 4e de gueules à trois filets en chevron d'argent, ceux du chef renversés, accolés aux traits de partition, aux flancs d'azur ; l'azur chargé de deux léopards lionnés d'argent soutenant un écu rond de gueules à la croix d'argent et à la filière du même brochant en cœur. |
| Blason de Taninges | Détails | Le statut officiel du blason reste à déterminer. |